# Castell de Torredembarra
El Castell de Torredembarra és un edifici renaixentista del municipi hòmònim, catalogat com a bé cultural d'interès local. Actualment, és la seu de l'Ajuntament.

## Història
El primer senyor documentat de Torrembarra fou Ramon de Tamarit (1206), i ja al segle xiv passà als Vernet. El 1343, la senyoria fou adquirida per Bernat d'Olzinelles, i el 1391 per Pere d'Icart. El 1466, Gabriel d'Icart i d'Icart heretà la senyoria del seu pare i l'any següent es va casar a Lleida amb Isabel de Requesens, filla de Galceran de Requesens, governador general de Catalunya. A partir del 1566, el seu besnet Lluís d'Icart i d'Agustí (1530-1580) va fer construir l'edifici actual. Va morir el 1580, i l'any següent, la seva filla Maria d'Icart i de Carcassona va vendre el castell vell. El 1663, el casal fou heretat per Andreu de Reart i d'Icart, que adoptaria el cognom Queralt i esdevindria comte de Santa Coloma.
El 1823, el comte Joan Baptista de Queralt i Silva vengué algunes propietats de la vila a l'indià Marià Flaquer i Padrines, i el 1842, ell i el seu fill Joan Baptista de Queralt i Bucarelli, marquès de Vallehermoso, el castell i moltes altres propietats arreu del Principat a Josep Safont i Lluch, comerciant i banquer establert a Madrid.
A finals de la dècada del 1990, el casal fou rehabilitat per l'arquitecte Xavier Olivé per ubicar-hi l'Ajuntament de Torredembarra.

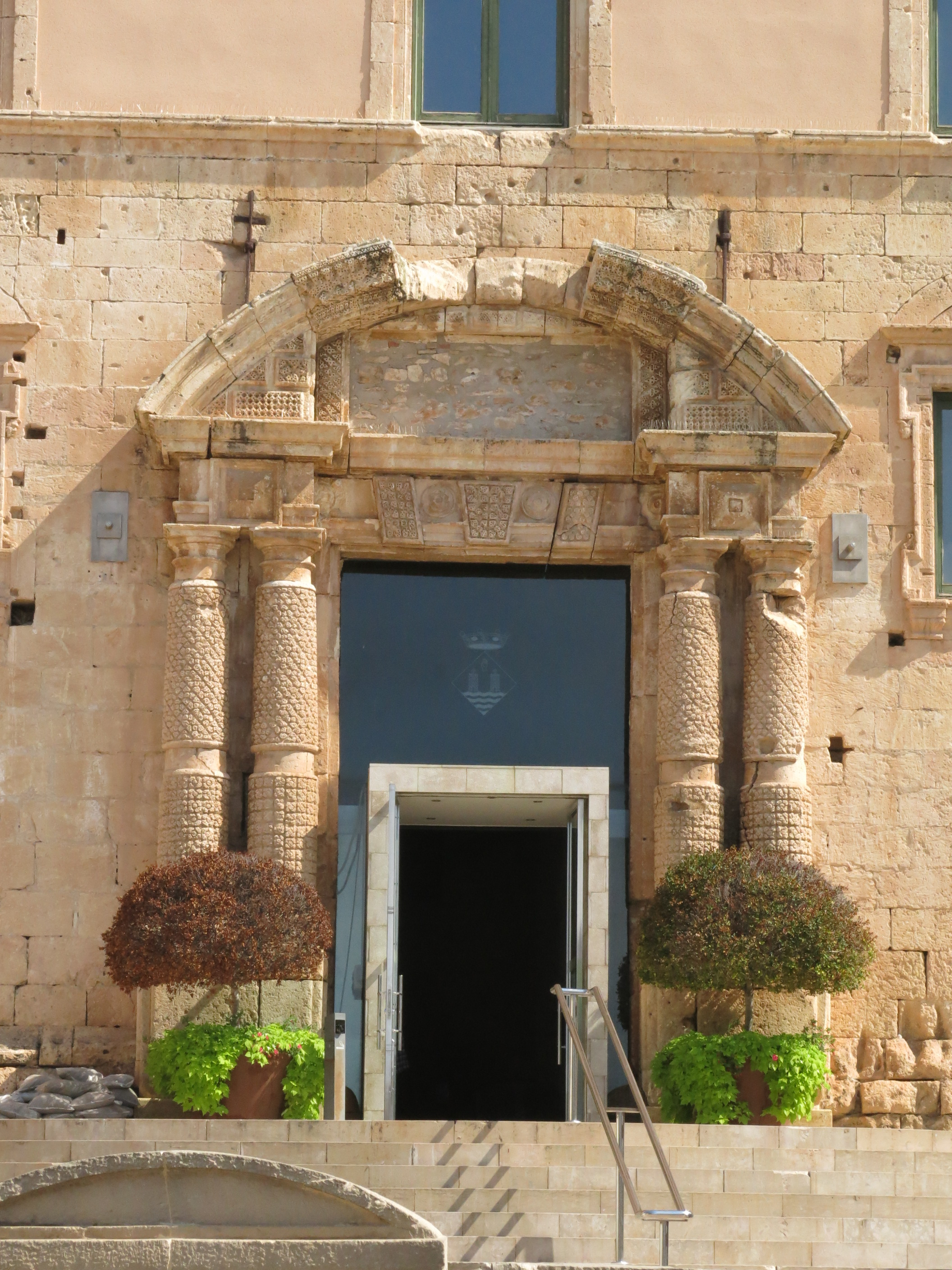
Portalada renaixentista

## Descripció
De planta quadrada, està fortificat als angles amb sengles baluards (dels quals un ha desaparegut i un altre està força malmès), i consta de planta baixa i tres pisos. Tot el conjunt és ordenat al voltant d'un pati central format per dues arcades de mig punt per banda. La façana, de carreus ben tallats a nivell de planta baixa i entresol (la resta de l'edifici és de paredat amb carreus als angles), és centrada per la porta principal, amb frontó curvilini, emmarcada per columnes aparellades amb el fust mig partit. Les finestres de l'entresol amb frontó també corbat i, especialment, les de la planta noble amb alternança de frontons corbats i triangulars, fan pensar en el model usat per Pere Blai a la façana del Palau de la Generalitat. Tot i això, va ser ampliat als segles xvii i xviii, quan es construïren els pisos superiors.